# 学校法人佼成学園
学校法人佼成学園（がっこうほうじんこうせいがくえん）は、日本の学校法人。

## 概要
学校教育法に基づく中学校・高等学校（中等教育機関）及び幼稚園（就学前教育機関）を運営する学校法人である。宗教法人立正佼成会の関連団体。

## 沿革
- 1954年 - 設立

## 設置している学校
- 佼成学園中学校・高等学校
- 佼成学園女子中学校・高等学校
- 佼成学園幼稚園